# Pokémon Générations
Autre
Pokémon Generations (ポケモンジェネレーションズ, Pokemon Jenerēshonzu) est une série d'animation japonaise produite par OLM et sortie sur YouTube par The Pokémon Company. Comme la série télévisée Pokémon : Les Origines, la série est constituée de plusieurs petites histoires basées sur les jeux vidéo Pokémon (générations I à VI). Un total de 18 épisodes ont été produits et diffusés originellement en anglais sur YouTube entre le 16 septembre 2016 et le 23 décembre 2016. Les épisodes japonais sont aussi sur YouTube.